# Paralaophonte problematica
Paralaophonte problematica is een eenoogkreeftjessoort uit de familie van de Laophontidae. De wetenschappelijke naam van de soort is voor het eerst geldig gepubliceerd in 1981 door Mielke.